# Pla del Panadés
Pla del Panadés (oficialmente en catalán: El Pla del Penedès) es un municipio español de la provincia de Barcelona situado en la comarca catalana del Alto Panadés. Según datos de 2019 su población era de 1256 habitantes.

## Demografía
Pla del Panadés cuenta con una población de 1352 habitantes (INE 2024).
| Gráfica de evolución demográfica de Pla del Panadés entre 1857 y 2021 |
| |
| Población de derecho según los censos de población del INE. Población de hecho según los censos de población del INE.En estos censos se denominaba Pla del Panadés: 1857, 1860, 1877, 1887, 1897, 1900, 1910, 1920, 1930, 1940, 1950, 1960, 1970 y 1981. Entre el censo de 1857 y el anterior, aparece este municipio porque se segrega del municipio Pla y Lavid. |

## Cultura
La iglesia de Santa María es un edificio románico. Aparece citada en documentos de 1080 como perteneciente a Santa María de Solsona. Es de nave única con crucero y ábside. El cimborrio está apoyado sobre unas conchas. De los dos absidiolos con los que contaba originalmente solo se conserva uno. La iglesia ha sido modificada en dos ocasiones, en el siglo XVI y en el siglo XIX.
Pla del Panadés celebra su fiesta mayor en el mes de julio. Durante el carnaval tiene lugar la fiesta de les torrades; a los asistentes se les entrega una o más rebanadas de pan, y con una caña proceden a tostar el pan junto a una sardina o arenque. Más tarde se realiza un baile de disfraces.

## Economía
La principal actividad económica es la agricultura, especialmente de secano. Predomina el cultivo de viña, cereales y olivos. Existen diversas empresas dedicadas a la producción de cava.